# 5 Pułk Strzelców Polskich (WP na Wschodzie)
5 Pułk Strzelców Polskich (5 psp) – oddział piechoty Wojska Polskiego na Wschodzie.
Pułk został sformowany jesienią 1917 roku w składzie 2 Dywizji Strzelców Polskich z I Korpusu. Na dzień 14 grudnia 1917 liczył 569 żołnierzy frontowych.

## Dowódcy pułku
- płk Maciejewski (zginął w styczniu 1918)[2]
- płk Jakub Bohusz-Szyszko